# مجدي الجهني
مجدي الجهني لاعب كرة قدم سعودي ، يلعب في خط الهجوم لعب سابقاً في نادي جدة .